# Список епізодів телесеріалу «Теорія великого вибуху»
Теорія Великого вибуху (англ. The Big Bang Theory) — серіал, створений Чаком Лоррі і Біллом Преді. Назва серіалу походить від фізичної теорії утворення Всесвіту в результаті великого вибуху. Відповідно до цієї теорії, Всесвіт утворився з «сингулярності» (стану з нескінченно високою щільністю речовини) близько 14 мільярдів років тому. Автором терміну «Великий вибух» вважається британський астроном Фред Гойл. Він вжив цю назву в 1949 році як насмішку над теорією, яку в той час не поділяв. На той момент найчастіше використовувалося позначення «теорія динамічної еволюціонуючої моделі».
Цей же принцип лежить у кожній серії, названої будь-якою наукової гіпотезою, експериментом або принципом, що натякає на зав'язку епізоду. Виняток становить пілотна серія. Найпопулярніші терміни в назві епізодів перших чотирьох сезонів — реакція, гіпотеза і формулювання.
З 2007 року випущено дванадцять сезонів. Підписано контракт про знімання серіалу до 2019 року.

## Сезони та серії
| Сезони | Сезони | Епізоди | Оригінальний початок | Оригінальний початок | DVD реліз       | DVD реліз       | DVD реліз      | Глядачі (мільйони) | Рейтинг | 18–49 Рейтинг/Частка |
| Сезони | Сезони | Епізоди | Початок сезону       | Кінець сезону        | Регіон 1        | Регіон 2        | Регіон 4       | Глядачі (мільйони) | Рейтинг | 18–49 Рейтинг/Частка |
| ------ | ------ | ------- | -------------------- | -------------------- | --------------- | --------------- | -------------- | ------------------ | ------- | -------------------- |
|        | 1      | 17      | 24 вересня 2007      | 19 травня 2008       | 2 вересня 2008  | 12 січня 2009   | 3 квітня 2009  | 8.31               | 68      | 3.3/8                |
|        | 2      | 23      | 22 вересня 2008      | 11 травня 2009       | 15 вересня 2009 | 19 жовтня 2009  | 3 березня 2010 | 10.03              | 40      |                      |
|        | 3      | 23      | 21 вересня 2009      | 24 травня 2010       | 14 вересня 2010 | 27 вересня 2010 | 13 жовтня 2010 | 14.22              | 12      | 5.3/13               |
|        | 4      | 24      | 23 вересня 2010      | 19 травня 2011       | 13 вересня 2011 | 26 вересня 2011 | 5 жовтня 2011  | 13.14              | 13      | 4.4/13               |
|        | 5      | 24      | 22 вересня 2011      | 10 травня 2012       |                 |                 |                | 15.82              | 8       | 5.5/17               |
|        | 6      | 24      | 27 вересня 2012      | 16 травня 2013       |                 |                 |                | 18.68              | 3       | 6.2/19               |
|        | 7      | 24      | 26 вересня 2013      | 16 травня 2014       |                 |                 |                | 19.96              | 2       | 6.2/20               |
|        | 8      | 24      | 22 вересня 2014      | 7 травня 2015        |                 |                 |                | 19.05              | 2       | 5.6/17               |
|        | 9      | 24      | 21 вересня 2015      | 12 травня 2016       |                 |                 |                | 19.36              | 2       | 5.8/19               |
|        | 10     | 24      | 19 вересня 2016      |                      |                 |                 |                |                    |         |                      |

## Сезон 1
| # | Епізод                               | Дата виходу            |
| --- | ------------------------------------ | ---------------------- |
| 1 | «Pilot»                              | 24 вересня 2007 року   |
| Пенні в'їхала в свою квартиру і познайомилася з Шелдоном і Леонардом, а також з Говардом і Раджем. |                                      |                        |
| |                                      |                        |
| 2 | «The Big Bran Hypothesis»            | 1 жовтня 2007 року     |
| Пенні дала Леонарду та Шелдону ключ від своєї квартири, тому що їй повинні були привезти меблі. Побачивши який там безлад, Шелдон вирішив навести порядок у квартирі нової сусідки, чим розізлив її та Леонарда.                                                                 |                                      |                        |
| |                                      |                        |
| 3 | «The Fuzzy Boots Corollary»          | 8 жовтня 2007 року     |
| У Пенні з'явився новий хлопець, що надихнуло Леонарда піти на побачення. |                                      |                        |
| |                                      |                        |
| 4 | «The Luminous Fish Effect»           | 15 жовтня 2007 року    |
| Шелдона звільнили з кафедри фізики, і він шукає собі нове заняття. Леонард зателефонував матері Шелдона, і в результаті не без допомоги Мері Шелдон отримав свою роботу. |                                      |                        |
| |                                      |                        |
| 5 | «The Hamburger Postulate»            | 22 жовтня 2007 року    |
| У квартирі Леонарда і Шелдона став репетирувати оркестр, що закінчується сексом між віолончелістом Леонардом і скрипалькою Леслі. Леонард намагається зав'язати з нею стосунки, але Леслі з ним тільки заради сексу.                                                             |                                      |                        |
| |                                      |                        |
| 6 | «The Middle-Earth Paradigm»          | 29 жовтня 2007 року    |
| У Пенні хелловін-вечірка. Леонард-Фродо сперечається з Куртом, колишнім бойфрендом Пенні, Шелдон-Ефект Доплера загадує всім загадку: хто він? Говард-Робін Гуд намагається з ким-небудь замутити, а у Раджа-Тора був секс.                                                       |                                      |                        |
| |                                      |                        |
| 7 | «The Dumpling Paradox»               | 5 листопада 2007 року  |
| У Леонарда, Шелдона, Говарда і Раджа настала ніч Halo, але несподівано до них приходить Пенні і розповідає, що у неї вдома оселилася далека і дуже легковажна родичка (Шелдон згадує серіал «Доктор Хто»).                                                                       |                                      |                        |
| |                                      |                        |
| 8 | «The Grasshopper Experiment»         | 12 листопада 2007 року |
| Нарешті в Нью-Делі провели широкосмуговий Інтернет, і Радж без проблем може спілкуватися з батьками. Але вони тут же влазять в його життя і нав'язують йому наречену. |                                      |                        |
| |                                      |                        |
| 9 | «The Cooper-Hofstadter Polarization» | 17 березня 2008 року   |
| Леонарда і Шелдона запрошують на семінар представити їхню спільну роботу, але Шелдон вважає нижче своєї гідності «розпинатися перед нижчими умами». Справа закінчується бійкою.                                                                                                  |                                      |                        |
| |                                      |                        |
| 10 | «The Loobenfeld Decay»               | 24 березня 2008 року   |
| Пенні запросили в мюзикл, і вона своєю чергою запрошує Леонарда і Шелдона подивитися на виступ, але хлопці врахували відсутність у неї слуху, і Леонард швидко придумав причину відмовитися. Шелдона причина не влаштувала, і він вирішив придумати що-небудь правдоподібніше... |                                      |                        |
| |                                      |                        |
| 11 | «The Pancake Batter Anomaly»         | 31 березня 2008 року   |
| Пенні, погостювавши у батьків, привезла з собою застуду, і, попри всі старання Шелдона, він захворів, а його друзі дуже дивно на це відреагували. |                                      |                        |
| |                                      |                        |
| 12 | «The Jerusalem Duality»              | 14 квітня 2008 року    |
| В інститут, де працюють Шелдон і Леонард, прийшов 15-річний вундеркінд. Шелдон відразу відчув себе неповноцінним і незначущим. Він закинув роботу і почав діяти друзям на нерви...                                                                                               |                                      |                        |
| |                                      |                        |
| 13 | «The Bat Jar Conjecture»             | 21 квітня 2008 року    |
| Розігрується кубок з фізики. Напередодні Шелдон і Леонард посварилися, і тепер кожен створить свою команду. Хто ж виграє? |                                      |                        |
| |                                      |                        |
| 14 | «The Nerdvana Annihilation»          | 28 квітня 2008 року    |
| Леонард купує машину часу через Інтернет, а розлючена Пенні говорить всю правду про їхнє захоплення іграшками. |                                      |                        |
| |                                      |                        |
| 15 | «The Porkchop Indeterminacy»         | 5 травня 2008 року     |
| До Шелдона приїжджає його сестра-близнюк, і всі намагаються до неї позалицятися, і навіть Радж, оскільки бере участь у програмі з лікування своєї селективної німоти. |                                      |                        |
| |                                      |                        |
| 16 | «The Peanut Reaction»                | 12 травня 2008 року    |
| З'ясовується, що незабаром у Леонарда день народження і він жодного разу не відзначав його як слід. Уся компанія намагається влаштувати вечірку на його честь. |                                      |                        |
| |                                      |                        |
| 17 | «The Tangerine Factor»               | 19 травня 2008 року    |
| Говард намагається навчити Шелдона китайської мови, а Леонард користується тим, що Пенні розійшлася зі своїм хлопцем, і робить спроби привернути її увагу до себе як до потенційного хлопця.                                                                                     |                                      |                        |
| |                                      |                        |

## Сезон 2
| # | Епізод                                | Дата виходу            |
| --- | ------------------------------------- | ---------------------- |
| 1 | «The Bad Fish Paradigm»               | 22 вересня 2008 року   |
| Пенні просить зберегти Шелдона таємницю про її освіту від Леонарда проти його волі, але Шелдон не витримує такого тиску і з'їжджає з квартири. |                                       |                        |
| |                                       |                        |
| 2 | «The Codpiece Topology»               | 29 вересня 2008 року   |
| Повертаючись із середньовічної ярмарки, Леонард побачив Пенні з її новим другом. Думаючи, що з нею все скінчено, він намагається відновити стосунки з Леслі, хоча Шелдону це дуже не подобається. |                                       |                        |
| |                                       |                        |
| 3 | «The Barbarian Sublimation»           | 6 жовтня 2008 року     |
| Пенні підсіла на одну з онлайн-ігор, з якої вона не може вилізти. |                                       |                        |
| |                                       |                        |
| 4 | «The Griffin Equivalency»             | 13 жовтня 2008 року    |
| Журнал «People» вибирає Раджа, який відкрив нову планету, переможцем рубрики «30 under 30». За Раджа раді всі його друзі, крім Шелдона, який не може зрозуміти, чому стільки галасу через те, що виявили те, що вже існувало. Шеф називає Раджа новою «зіркою», виділяє йому великий кабінет і запрошує всіх на вечірку, яку журнал влаштовує для номінантів, але Леонард, Говард і Шелдон відмовляються на неї йти. Пенні обурена таким вчинком друзів і погоджується на «побачення» з Раджем. Останній напивається, несе нісенітниці і веде себе вкрай не естетично (в серії згадується Залізна людина). |                                       |                        |
| |                                       |                        |
| 5 | «The Euclid Alternative»              | 20 жовтня 2008 року    |
| Шелдон не може дістатися на роботу, оскільки Леонард став працювати по ночах. Він просить Пенні, Раджа і Говарда підвозити його, але вони не витримують цього і змушують записатися його на курси водіння. |                                       |                        |
| |                                       |                        |
| 6 | «The Cooper-Nowitzki Theorem»         | 3 листопада 2008 року  |
| До Шелдона підсідає дівчина, якій подобаються його роботи, і хоче бути його асистентом. Шелдон думає, що це круто, але потім не може від неї позбутися. |                                       |                        |
| |                                       |                        |
| 7 | «The Panty Pinata Polarization»       | 10 листопада 2008 року |
| Говард і Радж кинули всі сили на знаходження будинку з моделями, розташованого в Лос-Анджелесі, а у Пенні 3 страйки від Шелдона. |                                       |                        |
| |                                       |                        |
| 8 | «The Lizard-Spock Expansion»          | 17 листопада 2008 року |
| Говард приводить дівчину покерувати марсоходом, але стається непоправне. Поки Шелдон з Раджем намагаються допомогти йому, Леонард забирає цю дівчину з будівлі, та й у Говарда також. |                                       |                        |
| |                                       |                        |
| 9 | «The White Asparagus Triangulation»   | 24 листопада 2008 року |
| Леонард продовжує зустрічатися зі Стефані. Однак Шелдон стурбований тим, що ці відносини закінчаться, оскільки йому дійсно подобається Стефані. Спочатку Шелдон розпитує Пенні, чи хоче вона бути з Леонардом, і чи немає загрози в тому, що вона ненароком зруйнує відносини Леонарда зі Стефані. Потім він намагається представити Леонарда більш мужнім. Після провалу Шелдон змінює сімейний стан Леонарда на сторінці в соціальній мережі Facebook на «зустрічається зі Стефані Барнетт». Леонард розлючений за це на Шелдона, проте, залишається задоволений, тому що Стефані зробила аналогічний вчинок. |                                       |                        |
| |                                       |                        |
| 10 | «The Vartabedian Conundrum»           | 8 грудня 2008 року     |
| Пенні вказує Леонарду на те, що вони зі Стефані живуть разом. Леонард все заперечує, хоча з кожною поміченою у його квартирі річчю Стефані став переконуватися в зворотному. Леонард вирішує «сповільнити темп» і попросити Стефані переїхати до себе. Він призначає їй побачення, але замість підготовлених слів говорить, що вона йому дуже подобається. Він намагається знову і знову заговорити про це, але кожен раз, коли він намагається, все закінчується сексом. Нарешті він відправляє Стефані SMS, і вона знову запрошує його до себе. |                                       |                        |
| |                                       |                        |
| 11 | «The Bath Item Gift Hypothesis»       | 15 грудня 2008 року    |
| Переддень Різдва. Шелдон гадає, що Пенні подарує йому, і шукає подарунок, відповідний за ціною. |                                       |                        |
| |                                       |                        |
| 12 | «The Killer Robot Instability»        | 12 січня 2009 року     |
| Напередодні битви роботів-убивць Пенні своєю промовою виводить Говарда з ладу. Тепер у сутичці зійдуться роботи хлопців і Баррі Крипкі. |                                       |                        |
| |                                       |                        |
| 13 | «The Friendship Algorithm»            | 19 січня 2009 року     |
| Шелдон намагається потоваришувати з Крипкі заради одного експерименту. |                                       |                        |
| |                                       |                        |
| 14 | «The Financial Permeability»          | 3 лютого 2009 року     |
| Пенні позичає гроші у Шелдона через те, що заборгувала за квартиру. А Леонард намагається умовити друзів поїхати до колишнього хлопця Пенні, щоб він віддав її борг. |                                       |                        |
| |                                       |                        |
| 15 | «The Maternal Capacitance»            | 10 лютого 2009 року    |
| Мати Леонарда, блискучий психолог, яка поняття не має, що таке людські відносини, турбота і теплота, приїжджає в гості до Леонарда. Під час її перебування вона знаходить спільну мову з Шелдоном, оскільки вони дуже схожі. Леонард анітрохи не щасливий присутністю своєї матері. Пенні так само негативно ставиться до матері Леонарда після того як ця жінка змушує Пенні розповісти їй про відносини її з батьком (він завжди хотів сина, і тому намагався з Пенні «зробити» хлопчака). Пенні і Леонард тікають в квартиру Пенні, напиваються і трохи відволікаються від проблем дитинства. |                                       |                        |
| |                                       |                        |
| 16 | «The Cushion Saturation»              | 3 березня 2009 року    |
| Отже, з благословення Леонарда Воловітц починає зустрічатися з Леслі, вірніше займатися сексом. У Леслі є доступ до необмежених грошей гранту, які вона використовує для дослідження, в той час як у інших хлопців скорочення бюджетів. Говард розуміє, що Леслі використовує його лише для сексуального задоволення, ніяких відносин в емоційному плані вона не хоче. Тим часом Пенні випадково вистрілює з пейнтбольної рушниці в диванну подушку, на якій сидить Шелдон. Разом з Леонардом вони вирішують перевернути подушку, але Шелдон відразу ж помічає, що щось не так. І поки подушка в хімчистці, Шелдон собі «місця не знаходить». |                                       |                        |
| |                                       |                        |
| 17 | «The Terminator Decoupling»           | 10 березня 2009 року   |
| Хлопці збираються відвідати симпозіум, в якому бере участь доктор Джордж Смут в Сан-Франциско. Шелдон вирішує, що поїзд — кращий спосіб туди дістатися. Решта обурені, але їхній настрій різко змінюється, коли вони зустрічають Саммер Глау. Радж, Говард і Леонард сперечаються про те, хто повинен піти першим з нею познайомитися... Шелдон забуває вдома флешку, на яку записана науково-дослідницька робота, яку він планував представити доктору Смуту на симпозіумі. Спочатку він запропонував повернутися за флешкою, але Леонард переконує його попросити Пенні взяти флешку і скинути його роботу на електронну пошту. У Пенні є запасний ключ від квартири. Шелдон неохоче погоджується і дозволяє Пенні заглянути в місце, в якому ніколи не було жінок, — в його спальню. |                                       |                        |
| |                                       |                        |
| 18 | «The Work Song Nanocluster»           | 17 березня 2009 року   |
| Шелдон допомагає Пенні почати її власну справу, виробництво і продаж шпильок для волосся. Леонард і інші хлопці беруться за справу: вони зробили Інтернет-магазин, виставили ціну і умову доставки (доставка — в день замовлення). Незабаром приходить перше замовлення на 2 шпильки, потім — на 1000. Пенні з ентузіазмом береться за справу, хлопці їй допомагають. До того часу, коли була зроблена остання шпилька, була випита банка кави. Хлопці сильно втомилися, але тут приходить замовлення ще на 1000 шпильок... |                                       |                        |
| |                                       |                        |
| 19 | «The Dead Hooker Juxtaposition»       | 31 березня 2009 року   |
| У квартиру зверху переїжджає новий мешканець — симпатична дівчина, Аліша. Вона відразу ж зачаровує хлопців, які готові для неї на все: встановити принтер, стереосистему, і ще багато чого. Але коли про нову дівчину дізнається Пенні, це доводить її до сказу. Нова сусідка теж актриса, але набагато успішніша за неї. Пенні намагається конкурувати з Алішею, але безрезультатно, хлопці повністю поглинуті новою сусідкою. Пенні намагається сказати сусідці, що хлопці дуже хороші люди, і не варто ними так маніпулювати, на що Аліша лише посміхається, тому що вона робить те ж, що робить Пенні. У підсумку дівчата посварилися і побилися. |                                       |                        |
| |                                       |                        |
| 20 | «The Hofstadter Isotope»              | 13 квітня 2009 року    |
| Пенні знайомиться з продавцем в магазині коміксів, куди постійно заходять хлопці. Леонард спустошений, у Пенні знову новий хлопець і чергове побачення, тільки не з ним. Тим часом у Шелдона виникло питання з приводу персонажу коміксів Бетмена. Дискусія перейшла в квартиру Пенні. Хлопці продовжують сперечатися, в той час як Пенні вже заснула на дивані в своїй квартирі. |                                       |                        |
| |                                       |                        |
| 21 | «The Vegas Renormalization»           | 27 квітня 2009 року    |
| Коли Леслі Вінкл кидає Говарда, Леонард і Радж беруть його в Лас-Вегас. Однак Говард ховається в кімнаті готелю і весь час переглядає сторінку Леслі на Facebook. Хлопці знайомляться з повією і вирішують «зняти» її для Говарда. Тим часом Шелдон забув взяти ключі від квартири, коли йшов за продуктами. Пенні запрошує його до себе. Все закінчується тим, що Шелдон проводить ніч у Пенні, і, нарешті, розуміє, що значить фраза «друзі з привілеями». |                                       |                        |
| |                                       |                        |
| 22 | «The Classified Materials Turbulence» | 4 травня 2009 року     |
| Стюарт, продавець коміксів, йде до Леонарда, щоб попросити поради щодо побачення з Пенні. Леонард радить йому бути дуже сором'язливим, тихим і постійно ніяковіти. Пізніше Леонард дізнається, що побачення Стюарта з Пенні пройшло не блискуче, оскільки, коли Стюарт цілує Пенні, вона називає його «Леонардом». Говард тим часом проєктував туалет для Міжнародної космічної станції і не врахував одну з найважливіших частин. Всі хлопці намагаються знайти вихід зі скрутного становища. |                                       |                        |
| |                                       |                        |
| 23 | «The Monopolar Expedition»            | 11 травня 2009 року    |
| Шелдону пропонують провести наукову експедицію в Арктиці, на три місяці. Він запрошує хлопців приєднатися до нього. Вони, помовчавши, погоджуються, оскільки досягнення цієї експедиції добре позначаться на їхній кар'єрі. Коли Пенні дізнається про поїздку, вона купує Леонарду теплу ковдру з рукавами і на прощання довго його обіймає. Леонард трохи в збентежений. Він вирішує запитати у Пенні, що означав цей подарунок і ці довгі обійми, і вона каже йому, що вона буде сумувати за ним. Він сумнівається, що це — все, що вона хоче йому сказати. Леонард їде, а Пенні за закритими дверима, нарешті, вимовляє те, що зупинило б Леонарда. |                                       |                        |
| |                                       |                        |

## Сезон 3
| # | Епізод                                | Дата виходу            |
| --- | ------------------------------------- | ---------------------- |
| 1 | «The Electric Can Opener Fluctuation» | 21 вересня 2009 року   |
| Шелдон не може повірити, що його колеги фальсифікували дані його дослідження в арктичній експедиції, і ображений їде додому, в Техас. Друзі вирушають слідом, щоб повернути його, що, в свою чергу, відтерміновує зустріч Леонарда і Пенні після довгої розлуки... |                                       |                        |
| |                                       |                        |
| 2 | «The Jiminy Conjecture»               | 28 вересня 2009 року   |
| Леонард і Пенні намагаються оговтатися від першого незграбного «встановлення стосунків», а Шелдон і Говард ставлять на кін свої найкращі комікси в суперечці про різновиди цвіркуна...                                                                             |                                       |                        |
| |                                       |                        |
| 3 | «The Gothowitz Deviation»             | 5 жовтня 2009 року     |
| Говард і Радж йдуть на вечірку готів, тим часом Шелдон використовує шоколад як частину свого експерименту над Пенні. |                                       |                        |
| |                                       |                        |
| 4 | «The Pirate Solution»                 | 12 жовтня 2009 року    |
| Радж зовсім впав у відчай — йому потрібно повертатися додому, в Індію. Щоб уникнути від'їзду, він йде на крайній крок — вирішує працювати з Шелдоном, а точніше на нього. Говард стає третім зайвим у відносинах Леонарда і Пенні.                                 |                                       |                        |
| |                                       |                        |
| 5 | «The Creepy Candy Coating Corollary»  | 19 жовтня 2009 року    |
| Шелдон і Вілл Вітон беруть участь в епічній битві. Отже, Шелдон і Радж, Вілл Вітон і Стюарт — картковий бій. Тим часом Говард просить Пенні познайомити його з однією з її подруг.                                                                                 |                                       |                        |
| |                                       |                        |
| 6 | «The Cornhusker Vortex»               | 2 листопада 2009 року  |
| Шелдон посвячує Леонарда в тонкощі футболу, тим часом як дружба Раджа і Говарда під загрозою суперницького духу на змаганнях повітряних зміїв. |                                       |                        |
| |                                       |                        |
| 7 | «The Guitarist Amplification»         | 9 листопада 2009 року  |
| Сварка між Леонардом і Пенні дуже сильно заважає життю Шелдона, тому останній змушений грати роль миротворця, щоб помирити пару. |                                       |                        |
| |                                       |                        |
| 8 | «The Adhesive Duck Deficiency»        | 16 листопада 2009 року |
| Пенні забила руку, але, на жаль, Леонард, Говард і Радж поїхали дивитися на зорепад. Таким чином, вона може покластися лише на Шелдона. |                                       |                        |
| |                                       |                        |
| 9 | «The Vengeance Formulation»           | 23 листопада 2009 року |
| Говард не знає, як поводитися з новою подругою Бернадет, і просить допомоги у друзів. Однак розмова з друзями лише змушує його прийняти неправильне рішення. А тим часом Кріпке псує виступ Шелдона на радіо.                                                      |                                       |                        |
| |                                       |                        |
| 10 | «Gorilla Experiment»                  | 7 грудня 2009 року     |
| Шелдон намагається допомогти Пенні зрозуміти роботу Леонарда, в той час як Говард на межі від ревнощів, коли Леонард починає тинятися поруч з його новою подругою Бернадет.                                                                                        |                                       |                        |
| |                                       |                        |
| 11 | «The Maternal Congruence»             | 14 грудня 2009 року    |
| Шелдон схвильований: мама Леонарда знову відвідує сина. Однак сам Леонард не дуже-то й щасливий. |                                       |                        |
| |                                       |                        |
| 12 | «The Psychic Vortex»                  | 11 січня 2010 року     |
| Шелдон і Радж відвідують студентську вечірку, де Радж знайомиться з Еббі. Тим часом Леонард засмучений тим фактом, що Пенні вірить в екстрасенсів. |                                       |                        |
| |                                       |                        |
| 13 | «The Bozeman Reaction»                | 18 січня 2010 року     |
| Після того, як квартиру Леонарда і Шелдона пограбували, Шелдон став боятися кожного шарудіння. Хлопці намагаються заспокоїти його, але безрезультатно. |                                       |                        |
| |                                       |                        |
| 14 | «The Einstein Approximation»          | 1 лютого 2010 року     |
| Для пошуку відповідей на деякі фізичні питання в науковій роботі Шелдону доводиться працювати з Пенні в кафе. |                                       |                        |
| |                                       |                        |
| 15 | «The Large Hadron Collision»          | 8 лютого 2010 року     |
| Перед Леонардом стоїть непростий вибір: він може взяти з собою в поїздку до Швейцарії (щоб подивитися на найбільший у світі прискорювач частинок — великий адронний колайдер) лише одну людину. Проблема в тому, що ця поїздка збіглася з Днем Святого Валентина.  |                                       |                        |
| |                                       |                        |
| 16 | «The Excelsior Acquisition»           | 1 березня 2010 року    |
| Шелдон опиняється за ґратами, коли інші хлопці збираються на зустріч зі Стеном Лі в магазині коміксів. |                                       |                        |
| |                                       |                        |
| 17 | «The Precious Fragmentation»          | 8 березня 2010 року    |
| На гаражному розпродажі хлопці знаходять перстень, ідентичний персню зі знаменитого «Володаря перснів» (Lord of the Rings). Дружба компанії під загрозою через те, що вони не можуть вирішити, що з ним робити.                                                    |                                       |                        |
| |                                       |                        |
| 18 | «The Pants Alternative»               | 22 березня 2010 року   |
| Друзі приходять на допомогу Шелдону, коли страх сцени загрожує перешкодити йому отримати заслужену нагороду. |                                       |                        |
| |                                       |                        |
| 19 | «The Wheaton Recurrence»              | 12 квітня 2010 року    |
| Постійне протистояння між Леонардом і Пенні загрожує їхнім стосункам. Тим часом Шелдон влаштовує матч-реванш у боулінгу зі своїм старим ворогом Вілом Вітоном. |                                       |                        |
| |                                       |                        |
| 20 | «The Spaghetti Incident»              | 3 травня 2010 року     |
| Коли сварка між Леонардом і Пенні призводить до того, що вони перестають розмовляти одне з одним, Шелдону доводиться брехати, щоб догодити їм обом. |                                       |                        |
| |                                       |                        |
| 21 | «The Plimpton Stimulation»            | 10 травня 2010 року    |
| До Шелдона приїжджає давня подруга — астрофізик з Прінстона. Дівчина виявилася німфоманкою і відразу поклала око на Леонарда. |                                       |                        |
| |                                       |                        |
| 22 | «The Staircase Implementation»        | 17 травня 2010 року    |
| Леонард розповідає Пенні, як він з'їхався з Шелдоном, і чому ліфт, який стоїть зламаним вже котрий рік, власне, зламався. |                                       |                        |
| |                                       |                        |
| 23 | «The Lunar Excitation»                | 24 травня 2010 року    |
| Воловітц і Радж шукають для Шелдона ідеальну дівчину. Тим часом Пенні переживає, що її смак на хлопців зіпсувався, коли вона зустрічалася з Леонардом. |                                       |                        |
| |                                       |                        |

## Сезон 4
| #  | Епізод                                    | Дата виходу            |
| -- | ----------------------------------------- | ---------------------- |
| 1  | «The Robotic Manipulation»                | 23 вересня 2010 року   |
|    |                                           |                        |
| 2  | «The Cruciferous Vegetable Amplification» | 30 вересня 2010 року   |
|    |                                           |                        |
| 3  | «The Zazzy Substitution»                  | 7 жовтня 2010 року     |
|    |                                           |                        |
| 4  | «The Hot Troll Deviation»                 | 14 жовтня 2010 року    |
|    |                                           |                        |
| 5  | «The Desperation Emanation»               | 21 жовтня 2010 року    |
|    |                                           |                        |
| 6  | «The Irish Pub Formulation»               | 28 жовтня 2010 року    |
|    |                                           |                        |
| 7  | «The Apology Insufficiency»               | 4 листопада 2010 року  |
|    |                                           |                        |
| 8  | «The 21-Second Excitation»                | 11 листопада 2010 року |
|    |                                           |                        |
| 9  | «The Boyfriend Complexity»                | 18 листопада 2010 року |
|    |                                           |                        |
| 10 | «The Alien Parasite Hypothesis»           | 9 грудня 2010          |
|    |                                           |                        |
| 11 | «The Justice League Recombination»        | 16 грудня 2010 року    |
|    |                                           |                        |
| 12 | «The Bus Pants Utilization»               | 6 січня 2011 року      |
|    |                                           |                        |
| 13 | «The Love Car Displacement»               | 20 січня 2011 року     |
|    |                                           |                        |
| 14 | «The Thespian Catalyst»                   | 3 лютого 2011 року     |
|    |                                           |                        |
| 15 | «The Benefactor Factor»                   | 10 лютого 2011 року    |
|    |                                           |                        |
| 16 | «The Cohabitation Formulation»            | 17 лютого 2011 року    |
|    |                                           |                        |
| 17 | «The Toast Derivation»                    | 24 лютого 2011 року    |
|    |                                           |                        |
| 18 | «The Prestidigitation Approximation»      | 10 березня 2011 року   |
|    |                                           |                        |
| 19 | «The Zarnecki Incursion»                  | 31 березня 2011 року   |
|    |                                           |                        |
| 20 | «The Herb Garden Germination»             | 7 квітня 2011 року     |
|    |                                           |                        |
| 21 | «The Agreement Dissection»                | 28 квітня 2011 року    |
|    |                                           |                        |
| 22 | «The Wildebeest Implementation»           | 5 травня 2011 року     |
|    |                                           |                        |
| 23 | «The Engagement Reaction»                 | 12 травня 2011 року    |
|    |                                           |                        |
| 24 | «The Roommate Transmogrification»         | 19 травня 2011 року    |
|    |                                           |                        |

## Сезон 5
| #  | Епізод                             | Дата виходу            |
| -- | ---------------------------------- | ---------------------- |
| 1  | «The Skank Reflex Analysis»        | 22 вересня 2011 року   |
|    |                                    |                        |
| 2  | «The Infestation Hypothesis»       | 22 вересня 2011 року   |
|    |                                    |                        |
| 3  | «The Pulled Groin Extrapolation»   | 29 вересня 2011 року   |
|    |                                    |                        |
| 4  | «The Wiggly Finger Catalyst»       | 6 жовтня 2011 року     |
|    |                                    |                        |
| 5  | «The Russian Rocket Reaction»      | 13 жовтня 2011 року    |
|    |                                    |                        |
| 6  | «The Rhinitis Revelation»          | 20 жовтня 2011 року    |
|    |                                    |                        |
| 7  | «The Good Guy Fluctuation»         | 27 жовтня 2011 року    |
|    |                                    |                        |
| 8  | «The Isolation Permutation»        | 3 листопада 2011 року  |
|    |                                    |                        |
| 9  | «The Ornithophobia Diffusion»      | 10 листопада 2011 року |
|    |                                    |                        |
| 10 | «The Flaming Spittoon Acquisition» | 17 листопада 2011 року |
|    |                                    |                        |
| 11 | «The Speckerman Recurrence»        | 8 грудня 2011 року     |
|    |                                    |                        |
| 12 | «The Shiny Trinket Maneuver»       | 12 січня 2012 року     |
|    |                                    |                        |
| 13 | «The Recombination Hypothesis»     | 19 січня 2012 року     |
|    |                                    |                        |
| 14 | «The Beta Test Initiation»         | 26 січня 2012 року     |
|    |                                    |                        |
| 15 | «The Friendship Contraction»       | 2 лютого 2012 року     |
|    |                                    |                        |
| 16 | «The Vacation Solution»            | 9 лютого 2012 року     |
|    |                                    |                        |
| 17 | «The Rothman Disintegration»       | 16 лютого 2012 року    |
|    |                                    |                        |
| 18 | «The Werewolf Transformation»      | 23 лютого 2012 року    |
|    |                                    |                        |
| 19 | «The Weekend Vortex»               | 8 березня 2012 року    |
|    |                                    |                        |
| 20 | «The Transporter Malfunction»      | 29 березня 2012 року   |
|    |                                    |                        |
| 21 | «The Hawking Excitation»           | 6 квітня 2012 року     |
|    |                                    |                        |
| 22 | «The Stag Convergence»             | 27 квітня 2012 року    |
|    |                                    |                        |
| 23 | «The Launch Acceleration»          | 4 травня 2012 року     |
|    |                                    |                        |
| 24 | «The Countdown Reflection»         | 11 травня 2012 року    |
|    |                                    |                        |

## Сезон 6
| #  | Епізод                                      | Дата виходу            |
| -- | ------------------------------------------- | ---------------------- |
| 1  | «The Date Night Variable»                   | 27 вересня 2012 року   |
|    |                                             |                        |
| 2  | «The Decoupling Fluctuation»                | 4 жовтня 2012 року     |
|    |                                             |                        |
| 3  | «The Higgs Boson Observation»               | 11 жовтня 2012 року    |
|    |                                             |                        |
| 4  | «The Re-Entry Minimization»                 | 18 жовтня 2012 року    |
|    |                                             |                        |
| 5  | «The Holographic Excitation»                | 25 жовтня 2012 року    |
|    |                                             |                        |
| 6  | «The Extract Obliteration»                  | 1 листопада 2012 року  |
|    |                                             |                        |
| 7  | «The Habitation Configuration»              | 8 листопада 2012 року  |
|    |                                             |                        |
| 8  | «The 43 Peculiarity»                        | 15 листопада 2012 року |
|    |                                             |                        |
| 9  | «The Parking Spot Escalation»               | 29 листопада 2012 року |
|    |                                             |                        |
| 10 | «The Fish Guts Displacement»                | 6 грудня 2012 року     |
|    |                                             |                        |
| 11 | «The Santa Simulation»                      | 13 грудня 2012 року    |
|    |                                             |                        |
| 12 | «The Egg Salad Equivalency»                 | 3 січня 2013 року      |
|    |                                             |                        |
| 13 | «The Bakersfield Expedition»                | 10 січня 2013 року     |
|    |                                             |                        |
| 14 | «The Cooper-Kripke Inversion»               | 31 січня 2013 року     |
|    |                                             |                        |
| 15 | «The Spoiler Alert Segmentation»            | 7 лютого 2013 року     |
|    |                                             |                        |
| 16 | «The Tangible Affection Proof»              | 14 лютого 2013 року    |
|    |                                             |                        |
| 17 | «The Monster Isolation»                     | 21 лютого 2013 року    |
|    |                                             |                        |
| 18 | «The Contractual Obligation Implementation» | 7 березня 2013 року    |
|    |                                             |                        |
| 19 | «The Closet Reconfiguration»                | 14 березня 2013 року   |
|    |                                             |                        |
| 20 | «The Tenure Turbulence»                     | 4 квітня 2013 року     |
|    |                                             |                        |
| 21 | «The Closure Alternative»                   | 25 квітня 2013 року    |
|    |                                             |                        |
| 22 | «The Proton Resurgence»                     | 2 травня 2013 року     |
|    |                                             |                        |
| 23 | «The Love Spell Potential»                  | 9 травня 2013 року     |
|    |                                             |                        |
| 24 | «The Bon Voyage Reaction»                   | 16 травня 2013 року    |
|    |                                             |                        |

## Сезон 7
| #  | Епізод                                        | Дата виходу       |
| -- | --------------------------------------------- | ----------------- |
| 1  | «The Hofstadter Unsufficiency»                | 26 вересня 2013   |
|    |                                               |                   |
| 2  | «The Deception Verification»                  | 26 вересня 2013   |
|    |                                               |                   |
| 3  | «The Scavenger Vortex»                        | 3 жовтня 2013     |
|    |                                               |                   |
| 4  | «The Raiders Minimization»                    | 10 жовтня 2013    |
|    |                                               |                   |
| 5  | «The Workplace Proximity»                     | 17 жовтня 2013    |
|    |                                               |                   |
| 6  | «The Romance Resonance»                       | 24 жовтня 2013    |
|    |                                               |                   |
| 7  | «The Proton Displacement»                     | 7 листопада 2013  |
|    |                                               |                   |
| 8  | «The Itchy Brain Simulation»                  | 14 листопада 2013 |
|    |                                               |                   |
| 9  | «The Thanksgiving Decoupling»                 | 21 листопада 2013 |
|    |                                               |                   |
| 10 | «The Discovery Dissipation»                   | 5 грудня 2013     |
|    |                                               |                   |
| 11 | «The Cooper Extraction»                       | 12 грудня 2013    |
|    |                                               |                   |
| 12 | «The Hesitation Ramification»                 | 2 січня 2014      |
|    |                                               |                   |
| 13 | «The Occupation Recalibration»                | 9 січня 2014      |
|    |                                               |                   |
| 14 | «The Convention Conundrum»                    | 30 січня 2014     |
|    |                                               |                   |
| 15 | «The Locomotion Manipulation»                 | 6 лютого 2014     |
|    |                                               |                   |
| 16 | «The Table Polarization»                      | 27 лютого 2014    |
|    |                                               |                   |
| 17 | «The Friendship Turbulance»                   | 6 березня 2014    |
|    |                                               |                   |
| 18 | «The Mommy Observation»                       | 14 березня 2014   |
|    |                                               |                   |
| 19 | «The Indecision Amalgamation»                 | 4 квітня 2014     |
|    |                                               |                   |
| 20 | «The Relationship Diremption»                 | 11 квітня 2014    |
|    |                                               |                   |
| 21 | «The Anything Can Happen Thursday Recurrence» | 25 квітня 2014    |
|    |                                               |                   |
| 22 | «The Proton Transmogrification»               | 2 травня 2014     |
|    |                                               |                   |
| 23 | «The Gorilla Dissolution»                     | 9 травня 2014     |
|    |                                               |                   |
| 24 | «The Status Quo Combustion»                   | 16 травня 2014    |
|    |                                               |                   |

## Сезон 8
| #  | Епізод                              | Дата виходу       |
| -- | ----------------------------------- | ----------------- |
| 1  | «The Locomotion Interruption»       | 22 вересня 2014   |
|    |                                     |                   |
| 2  | «The Junior Professor Solution»     | 22 вересня 2014   |
|    |                                     |                   |
| 3  | «The First Pitch Insufficiency»     | 29 вересня 2014   |
|    |                                     |                   |
| 4  | «The Hook-up Reverberation»         | 6 жовтня 2014     |
|    |                                     |                   |
| 5  | «The Focus Attenuation»             | 13 жовтня 2014    |
|    |                                     |                   |
| 6  | «The Expedition Approximation»      | 20 жовтня 2014    |
|    |                                     |                   |
| 7  | «The Misinterpretation Agitation»   | 30 жовтня 2014    |
|    |                                     |                   |
| 8  | «The Prom Equilvalency»             | 6 листопада 2014  |
|    |                                     |                   |
| 9  | «The Septum Deviation»              | 13 листопада 2014 |
|    |                                     |                   |
| 10 | «The Champagne Reflection»          | 20 листопада 2014 |
|    |                                     |                   |
| 11 | «The Clean Room Infiltration»       | 11 грудня 2014    |
|    |                                     |                   |
| 12 | «The Space Probe Disintegration»    | 8 січня 2015      |
|    |                                     |                   |
| 13 | «The Anxiety Optimization»          | 29 січня 2015     |
|    |                                     |                   |
| 14 | «The Troll Manifestation»           | 5 лютого 2015     |
|    |                                     |                   |
| 15 | «The Comic Book Store Regeneration» | 19 лютого 2015    |
|    |                                     |                   |
| 16 | «The Intimacy Acceleration»         | 26 лютого 2015    |
|    |                                     |                   |
| 17 | «The Colonization Application»      | 5 березня 2015    |
|    |                                     |                   |
| 18 | «The Leftover Thermalization»       | 12 березня 2015   |
|    |                                     |                   |
| 19 | «The Skywalker Incursion»           | 2 квітня 2015     |
|    |                                     |                   |
| 20 | «The Fortification Implementation»  | 9 квітня 2015     |
|    |                                     |                   |
| 21 | «The Communication Deterioration»   | 16 квітня 2015    |
|    |                                     |                   |
| 22 | «The Graduation Transmission»       | 23 квітня 2015    |
|    |                                     |                   |
| 23 | «The Maternal Combustion»           | 30 квітня 2015    |
|    |                                     |                   |
| 24 | «The Commitment Determination»      | 7 травня 2015     |
|    |                                     |                   |

## Сезон 9
| #  | Епізод                            | Дата виходу       |
| -- | --------------------------------- | ----------------- |
| 1  | «The Matrimonial Momentum»        | 21 вересня 2015   |
|    |                                   |                   |
| 2  | «The Separation Oscillation»      | 28 вересня 2015   |
|    |                                   |                   |
| 3  | «The Bachelor Party Corrosion»    | 5 жовтня 2015     |
|    |                                   |                   |
| 4  | «The 2003 Approximation»          | 12 жовтня 2015    |
|    |                                   |                   |
| 5  | «The Perspiration Implementation» | 19 жовтня 2015    |
|    |                                   |                   |
| 6  | «The Helium Insufficiency»        | 26 жовтня 2015    |
|    |                                   |                   |
| 7  | «The Spock Resonance»             | 5 листопада 2015  |
|    |                                   |                   |
| 8  | «The Mystery Date Observation»    | 12 листопада 2015 |
|    |                                   |                   |
| 9  | «The Platonic Permutation»        | 19 листопада 2015 |
|    |                                   |                   |
| 10 | «The Earworm Reverberation»       | 10 грудня 2015    |
|    |                                   |                   |
| 11 | «The Opening Night Excitation»    | 17 грудня 2015    |
|    |                                   |                   |
| 12 | «The Sales Call Sublimation»      | 7 січня 2016      |
|    |                                   |                   |
| 13 | «The Empathy Optimization»        | 14 січня 2016     |
|    |                                   |                   |
| 14 | «The Meemaw Materialization»      | 7 лютого 2016     |
|    |                                   |                   |
| 15 | «The Valentino Submergence»       | 11 лютого 2016    |
|    |                                   |                   |
| 16 | «The Positive Negative Reaction»  | 18 лютого 2016    |
|    |                                   |                   |
| 17 | «The Celebration Experimentation» | 25 лютого 2016    |
|    |                                   |                   |
| 18 | «The Application Deterioration»   | 10 березня 2016   |
|    |                                   |                   |
| 19 | «The Solder Excursion Diversion»  | 31 березня 2016   |
|    |                                   |                   |
| 20 | «The Big Bear Precipitation»      | 7 квітня 2016     |
|    |                                   |                   |
| 21 | «The Viewing Party Combustion»    | 21 квітня 2016    |
|    |                                   |                   |
| 22 | «The Fermentation Bifurcation»    | 28 квітня 2016    |
|    |                                   |                   |
| 23 | «The Line Substitution Solution»  | 5 травня 2016     |
|    |                                   |                   |
| 24 | «The Convergence Convergence»     | 12 травня 2016    |
|    |                                   |                   |